# 日本楽譜出版協会
一般社団法人日本楽譜出版協会（にほんがくふしゅっぱんきょうかい、英語名称：Japan Association of Music Publishing）は、楽譜出版の業界団体。略称JAMP。30社加盟。

## 概要
近年は楽譜コピー問題に取り組み、出版者著作権管理機構の前身組織である出版者著作権協議会（出著協）にも1990年の設立当時から参加している。さらに、2004年9月には、一般社団法人日本音楽作家団体協議会（FCA）、一般社団法人日本音楽著作権協会（JASRAC）、一般社団法人日本作曲家協議会（JFC）、特定非営利活動法人日本現代音楽協会（JSCM）、一般社団法人日本童謡協会（ACS）とともに、「楽譜コピー問題協議会（CARS）」に参加して、楽譜の無断コピー問題に取り組み、適正な楽譜の利用法をウェブサイトなどで明示している。
運営委員会のもとに、組織委員会、販売対策委員会、著作権委員会、制作委員会、デジタル楽譜委員会といった専門委員会が設置されている。

## 注
1. ↑  Massage 日本楽譜出版協会サイト内
2. ↑  活動内容紹介 日本楽譜出版協会サイト内
3. ↑  MAP日本楽譜出版協会サイト内